# Stjerneanis (plante)
Stjerneanis (Illicium verum) – ikke at forveksle med den yderst giftige Illicium anisatum – er et lille til mellemstort stedsegrønt træ med en pyramidal vækstform. Alle dele af træet er aromatiske: barken, bladene, blomsterne og de blanke, brune frøkapsler.

## Beskrivelse
Barken er glat og gråhvid. Bladene er lancetformede, helrandede og blanke. Blomsterne har mange blomsterblade, men ingen forskel på bæger- og kronblade. De er grønligt-hvide med et lyserødt skær, og de minder om blomsterne hos Tulipantræ. Frugterne er mangerummede kapsler, der hver rummer et stort, blankt frø.
Højde x bredde: 18 × 8 m (stammediameter op til 25 cm).

## Hjemsted
Træet hører hjemme i de subtropiske egne af Kina og Vietnam, men er dyrket og naturaliseret i hele Sydkina og de sydligste dele af Japan. 
I hjemlandene findes træet vildtvoksende i skove på let, veldrænet, men fugtig jord. Her vokser det sammen med bl.a. Melaleuca cajuputi, Camellia olifera, Cunninghamia lanceoluta, Cassia siamea og Dipterocarpus alatus.

## Anvendelse
Frugterne bliver høstet og soltørret, før de er modne. De forhandles under navnet stjerneanis som hele eller stødt til pulver, og de bruges som krydderi. Olien kan udtrækkes med damp og bruges som smagsingrediens i forskellige drikkevarer.
| Portal | Portal:Botanik |